# Zorica Kondža
Zorica Kondža (Split, 1960. június 25.) horvát énekesnő.

## Életútja
1981 és 1984 között a Stijene együttes énekesnője volt, három albumot vettek fel. Később szólókarrierbe kezdett, 1994-ben jelent meg első szólólemeze Ti si moj címmel. 1990-ben Oliver Dragojević-csel a indultak az Eurovíziós Dalfesztivál jugoszláv előválogatóján a Sreća je tamo gdje si ti c. dallal, ami harmadik helyezést ért el. 1993-ban ugyanitt negyedik lett a Nema mi do tebe c. számmal. Többször szerepelt a Split fesztiválon is.
Férje Joško Banov énekes és dalszerző.

## Diszkográfia

### A Stijenével
- Cementna prašina (1981)
- Jedanaest i petnaest (1982)
- Balkanska Korida (1983)

### Szólólemezek
- Ti si moj (1994)
- Hodajmo po zvijezdama (2001)
- Zlatna kolekcija (2004)

## Fordítás
- Ez a szócikk részben vagy egészben  a   Zorica Kondža című északi számi Wikipédia-szócikk fordításán alapul.  Az eredeti cikk szerkesztőit annak laptörténete sorolja fel. Ez a jelzés csupán a megfogalmazás eredetét és a szerzői jogokat jelzi, nem szolgál a cikkben szereplő információk forrásmegjelöléseként.
- Ez a szócikk részben vagy egészben  a   Zorica Kondža című horvát Wikipédia-szócikk fordításán alapul.  Az eredeti cikk szerkesztőit annak laptörténete sorolja fel. Ez a jelzés csupán a megfogalmazás eredetét és a szerzői jogokat jelzi, nem szolgál a cikkben szereplő információk forrásmegjelöléseként.